# Say độ cao
Say độ cao hay còn gọi là say núi cấp tính (tiếng Anh: acute mountain sickness; AMS) là ảnh hưởng bệnh lý của độ cao đối với con người, do tiếp xúc đột ngột với môi trường có áp suất riêng phần của khí oxy thấp ở độ cao lớn; thường là trên 2.400 mét (8.000 feet). Biểu hiện của say độ cao bao gồm những triệu chứng không đặc hiệu xuất hiện khi lên đến độ cao lớn hoặc khi áp suất không khí thấp, giống như triệu chứng của "cúm, ngộ độc khí cacbon mônôxít, hoặc như các triệu chứng sau khi say rượu (đau đầu, chóng mặt, buồn nôn)". Khó xác định được cá nhân nào có thể bị say độ cao, vì không có các yếu tố đặc trưng thể hiện mối tương quan với một sự nhạy cảm đối với chứng say độ cao. Tuy nhiên, hầu hết đều có thể lên đến độ cao 2.400m mà không gặp trở ngại gì.
Say độ cao có thể biến chứng thành phù phổi hoặc phù não do độ cao, có thể dẫn đến tử vong.
Say núi mạn tính, còn gọi là bệnh Monge, là một tình trạng khác, chỉ xảy ra khi ở độ cao một thời gian dài.

## Nguyên nhân
Lượng oxy trong khí quyển cần thiết để duy trì hoạt động của thể chất và tinh thần giảm dần theo độ cao. Oxy giảm khi tỷ trọng riêng của nó trong không khí giảm, số lượng phân tử (của cả oxy và nitơ) trong mỗi đơn vị thể tích giảm khi lên cao.
Tuy nhiên, tỷ lệ oxy trong không khí luôn ở mức 21% và gần như không thay đổi khi lên đến độ cao 21,000 mét (68,898 ft). Vận tốc trung bình của các khí lưỡng nguyên tử nitơ và oxy rất giống nhau và do đó tỷ lệ oxy so với nitơ không thay đổi.
Do càng lên cao thì lượng hơi nước thoát ra từ phổi càng lớn, làm cơ thể bị mất nước và góp phần tạo nên các triệu chứng của say độ cao.
Độ dốc, độ cao đạt tới, và lượng hoạt động thể chất khi ở trên cao, cũng như tính nhạy cảm của từng cá nhân là những yếu tố ảnh hướng đến sự bộc phát và mức độ nghiêm trọng của say độ cao.
Say độ cao thường xảy ra sau quá trình leo lên quá nhanh và thường có thể ngăn ngừa bằng cách đi lên từ từ. Trong hầu hết các trường hợp, các triệu chứng chỉ xảy ra tạm thời và thường giảm đi khi thích nghi dần với môi trường ở trên cao. Tuy nhiên, trong những trường hợp nặng, say độ cao có thể gây tử vong.